# Happy Xmas (War Is Over)
"Happy Xmas (War is Over)" é uma canção do cantor e compositor John Lennon, lançada em 1971 como single do grupo Plastic Ono Band. Originalmente uma canção de protesto sobre a Guerra no Vietname, tornou-se um popular tema de Natal. 
A versão original contou ainda com a participação de coral de crianças do Harlem.

## Desempenho nas paradas musicais
| paradas musicais (1971-1973)   | Melhor posição |
| ------------------------------ | -------------- |
| Áustria — Ö3 Austria Top 40    | 67             |
| Noruega — VG-lista             | 3              |
| Países Baixos — MegaCharts     | 2              |
| Reino Unido — UK Singles Chart | 2              |
| Suécia — Sverigetopplistan     | 45             |
| Suíça — Schweizer Hitparade    | 57             |

## Versão de Simone (1995)
Em 1995 a cantora brasileira Simone lançou o álbum "25 de Dezembro" pela gravadora PolyGram, hoje Universal Music, o primeiro do país a apresentar canções natalinas. A canção "Happy Xmas" ganhou uma versão em português intitulada "Então é Natal", por Claudio Rabello. A canção é lembrada até os dias atuais.